# Príncep Hozumi
El príncep Hozumi (穂積親王, Hozumi Shinnō, m. 715), també anomenat Hozumi no Miko (穂積皇子), va ser un aristòcrata i home d'estat japonès del període Asuka. És l'autor d'alguns poemes tanka continguts al Man'yōshū.
Va ser el cinquè fill de l'emperador Tenmu; la seva mare era Ōnu no Iratsume, filla de Soga no Akae. El 691 va rebre en feu un total de 500 cases, que es va incrementar en 200 més l'any 704. A més va ocupar diversos càrrecs a la cort, el 702 va ser nomenat director dels llocs d'enterrament temporals amb motiu de la mort de l'emperadriu Jitō. Uns anys més tard, quan va morir el príncep Chidaijōkanji l'any 705, va succeir-lo com a daijōkanji, el càrrec d'àmbit ministerial més alt que hi havia dintre del govern, que va ocupar durant els regnats de l'emperador Mommu i la seva successora, l'emperadriu Genmei. A més, va unir-se en la gestió dels afers estats amb Isonokami no Maro, ministre de l'Esquerra, i Fujiwara no Fuhito, ministre de la Dreta. A començament del 715 va ser promogut al rang més alt de l'aristòcrata, si bé va morir uns mesos més tard. Es diu que quan va morir tenia uns 50 anys.
És conegut també per ser l'autor de quatre poemes tanka inclosos a la col·lecció del Man'yōshū. Tots tracten sobre l'amor intens i tràgic per la seva germanastra, la princessa Tajima. Filla d'una altra mare, Tajima residia al palau del príncep Takechi, d'on es diu que va marxar per unir-se a Hozumi, un afer que sembla que no va afectar de forma permanent la seva carrera política, perquè va assolir càrrecs ministerials abans de la seva mort. Aquestes quatre composicions són titulades com «Poema escrit pel príncep Hozumi per abocar la seva aflicció quan va veure de lluny la tomba de la princessa Tajima en un dia nevat». Els fets que relata van succeir abans de la mort de Takechi el 696, però sens dubte és una mirada al passat del príncep Hozumi, que segurament va compondre els poemes cap a l'any 708. L'obra comença descrivint l'amor secret entre els germanastres i com ell contempla la tomba de la seva estimada. Al poema hi ha una personificació de la natura de forma directa, que suposa un desplaçament del sentiment humà.
Després de la mort de Tajima, els darrers anys de la seva vida va mantenir una relació amb Ōtomo no Sakanoue no Iratsume, tieta de Yakamochi.